# Caesio varilineata
Espèce
Caesio varilineata, ou communément nommé fusilier à bandes variées, est une espèce de poissons osseux de la famille des Caesionidés.

## Description
Le fusilier à bandes variées possède un corps fusiforme, allongé et légèrement compressé latéralement. L’œil est relativement grand, la nageoire caudale est fourchue et les deux lobes de cette dernière sont en pointe. Sa livrée est bleu-vert argenté avec des lignes jaunes dont le nombre (entre 2 et 6), l'intensité et l'épaisseur varient d'un individu à l'autre, les lobes de la nageoire caudale sont bordés de noir. Sa taille maximale est de 40 cm.

## Distribution et habitat
Caesio varilineata ne se rencontre que dans l'Océan Indien soit de l'ouest de l'Indonésie aux côtes orientales africaines, Mer Rouge et Golfe Persique inclus. Ils vivent en pleine eau à proximité des récifs et des pentes récifales externes.

## Biologie
Ces fusiliers sont d'infatigables nageurs planctophages se nourrissant de zooplancton, ils sont de caractère grégaire et se mélangent volontiers à d'autres Caesionidés. La nuit, ils se dispersent en petits groupes sur les récifs pour tenter de trouver un abri afin de se reposer.